# 釜底抽薪
釜底抽薪是兵法三十六计的第十九计。
釜底抽薪，指从锅底抽掉柴火。同義語，斷根枯葉。
原文为：「不敌其力，而消其势，兑下乾上之象。」（不能够迎击敌人强大的正面力量时，就要消灭敌人强大力量借以存在或产生的根源，消灭事物借以存在发展的对面，事物本身的正面也就难以存在与发展了。）

## 按语
釜底抽薪是预防事件爆发或爆发后寻求彻底解决问题的一种手段，是指不直接与其正面的锋芒对抗，而是从其侧面或幕后下功夫，从根本上减弱他的战斗力，用以柔克刚的办法解决问题。

## 典故
北宋薜长儒做汉州通判，守卫的士兵叛变，打开营门，杀人放火，妄图杀害知州和兵马监押。有人前来禀报，知州、兵马监押吓得不敢出来。当时薜长儒挺身走出营来，忠告叛兵说：“你们都有父母妻子，为什么如此铤而走险？凡是没有参加谋反的，站到一边去！”于是随从反叛的都站到一边去了。只有首恶的八个人冲出营门逃跑，分散躲到村外的村庄里，不久都被捕获归案。